# Шафран Зибера
Шафра́н Зибера, или Кро́кус Зибера (лат. Crocus sieberi) — вид многолетних травянистых луковичных растений.
В диком виде произрастает в Греции, Македонии, Албании, Болгарии и Черногории. На горных лугах, каменистых склонах и в разреженных лесах.

## Ботаническое описание

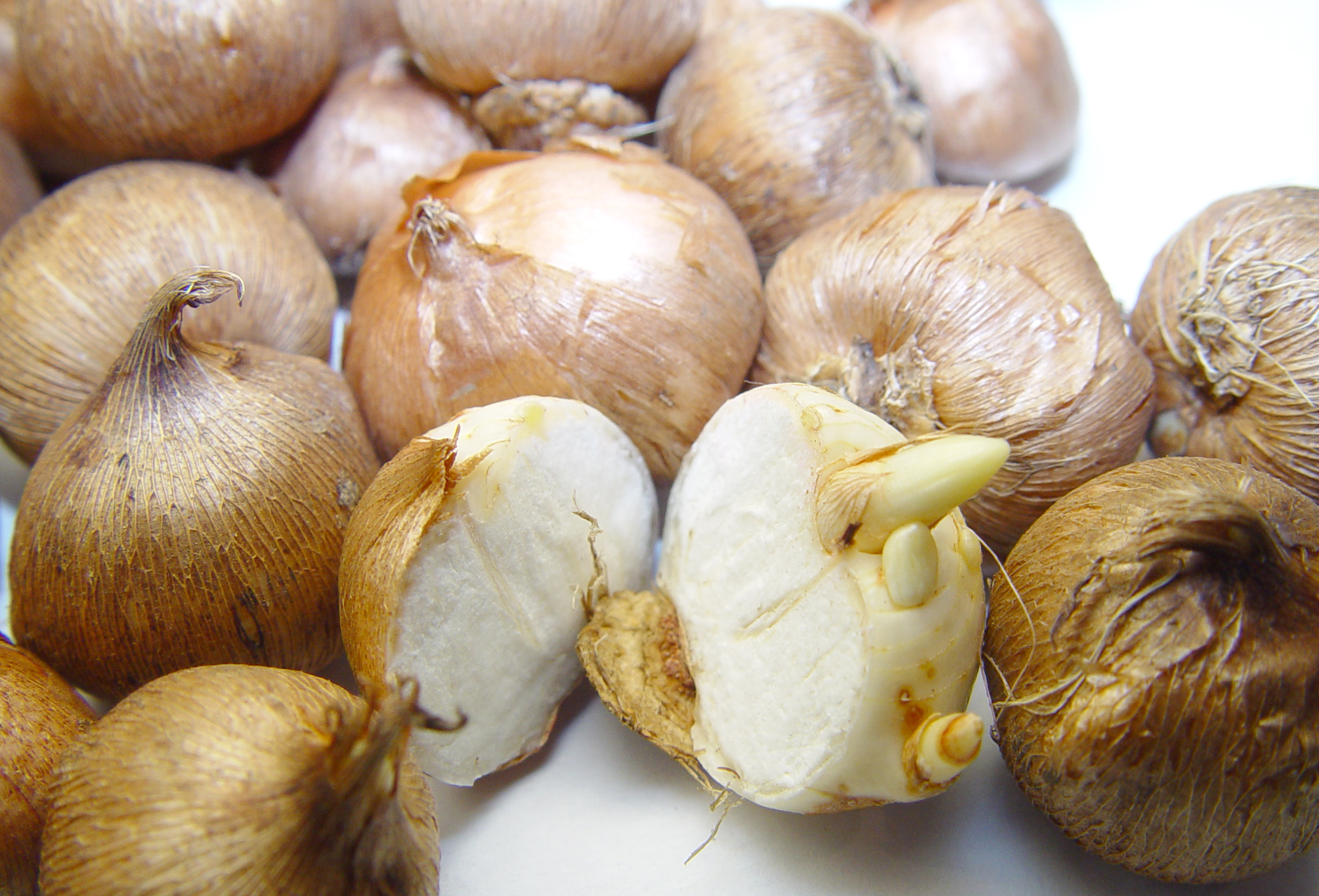
Луковицы крокуса Зибера

Полиморфный вид.
Высота 7,6—10 см.
Листья тёмно-зелёные.
Цветок колокольчато-воронковидный.
Цветение с января по май.

## Подвиды
Некоторые ботаники выделяют ряд подвидов:
- Crocus sieberi subsp. atticus

Юго-восток Греции. Каменистые склоны и разреженные хвойные леса на высотах от 400 до 1350 метров над уровнем моря. Цветение с января по февраль.
- Crocus sieberi subsp. nivalis

Греция. Открытые горные склоны со стабильным зимним снежным покровом. 
От C. s. atticus и C. s. sublimis отличается отсутствием волосков в горле цветка и волокнистой туникой. Наряду с C. s. sublimis это высокогорный подвид. C. s. atticus и C. s. sieberi распространены на более низких высотах.
- Crocus sieberi subsp. sieberi

Крит. Каменистые склоны и пастбища на высотах от 1300 до 2400 метров над уровнем моря.
Полиморфный подвид. Высота 4—8 см. Имеет несколько форм отличающихся деталями окраски цветков. Цветки белые с продольным фиолетовым пятном на внешних лепестках и жёлтым горлом. 
При выращивании с средней полосе России в суровые зимы может вымерзать. Требует сухого летнего содержания. 
- Crocus sieberi subsp. sublimis

Болгария, Македония, Албания. Встречается в горах на высотах со стабильным зимним снежным покровом. Открытые участки и горные леса на высотах от 1500 до 2600 метров над уровнем моря. Цветение с марта по апрель. Вместе с подвидом C. s. sublimis это растения высокогорья, часто цветёт около тающего снега. 
 Цветки сиреневые с жёлтым горлом. Может иметь белую зону между сиреневыми лепестками и жёлтым горлом. От C. s. atticus и C. s. nivalis отличается наличием волосков в горле цветка.

## В культуре
Декоративное садовое растение. В культуре с 1841 года.
USDA-зоны: от 3a (−37.2 °C… −40 °C), до 9b (−1.1 °C… −3.9 °C).
Посадка осуществляется с интервалом 7—15 см.

## Сорта
- C. sieberi 'Bowles White' — цветки белые, горло оранжевое[3].
- C. sieberi 'Hubert Edelsten' (C. s. atticus × C. s. sieberi). Внутренние лепестки белые со слабым фиолетовым налётом, наружные фиолетовые с белым рисунком, горло цветка жёлтое[4].
- C. s. sublimis 'Tricolor'. Цветки с жёлтым горлом и белым внутренним кольцом[5].
- C. sieberi 'Firefly'. Предположительно являются клонами отобранными из растений подвида C. s. atticus. Цветки розово-фиолетовые с жёлтым горлом.
- C. sieberi 'Violet Queen'. Предположительно являются клонами отобранными из растений подвида C. s. atticus[1]. Цветки аметистово-фиолетовые с жёлтым горлом, изнутри окрашены немного светлее, чем снаружи[5]..